# Mandarim padrão
O mandarim padrão, mais especificamente a língua chinesa moderna padrão, (chinês simplificado: 现代标准汉语; chinês tradicional: 現代標準漢語; pinyin: Xiàndài biāozhǔn hànyǔ) é uma língua oficial da China continental (República Popular da China), das regiões administrativas especiais de Macau e Hong Kong, da ilha de Taiwan (administrada pela República da China) e de Singapura.
Com mais de um bilhão de falantes, o mandarim é o idioma materno mais comum do mundo e, consequentemente, o mais falado da família sinítica. Esses são fatores que, para além da influência da China, caracterizam a língua chinesa como de altíssima relevância social e geopolítica, sendo um dos idiomas oficiais da Organização das Nações Unidas, da Organização para Cooperação de Xangai e do BRICS.
Apesar da padronização da língua chinesa ter se originado ainda no século V com o chinês clássico literário, essa política só foi conduzida de modo bem-sucedido na língua falada a partir de 1926, já sob a República da China (Governo Nacional-KMT). Entretanto, a Guerra Civil Chinesa e as subsequentes vitória do Partido Comunista da China, com a fundação da república popular em 1949, e exílio do Kuomintang para a ilha de Formosa (Taiwan) dividiram a organização padrão da língua chinesa. Assim, as múltiplas reformas da língua chinesa conduzidas pela administração de Zhou Enlai, na presidência de Mao Zedong, como a simplificação dos caracteres e o alfabeto fonético pinyin não são amplamente difundidas nos territórios controlados pela República da China. Essa situação geopolítica somada às independências de países com expressiva população chinesa, como Singapura e Malásia, categorizam a língua chinesa como eminentemente pluricêntrica.

## Nomenclatura
Devido ao seu caráter historicamente pluricêntrico, o mandarim padrão possui múltiplos nomes vernaculares. O uso do próprio nome mandarim para a língua chinesa tem sua origem na ocidentalização de guānhuà (官话; 官話), literalmente língua dos burocratas (mandarins). Por sua vez, o uso da nomenclatura de mandarim para os burocratas da China imperial vem do aportuguesamento da palavra malaia menteri (منتري), a qual tem origem no sânscrito.
Na Grande China, o principal endônimo para a língua chinesa é hànyǔ (汉语; 漢語), significando língua do povo han, o grupo étnico majoritário. Outros nomes nativos como zhōngwén (中文; 中文), literalmente língua chinesa, e zhōngguóhuà (中国话; 中國話), língua da China, são sinônimos para esse sentido das línguas chinesas em geral. Além disso, o nome huáyǔ (华语; 華語) é utilizado nas comunidades chinesas do Sudeste Asiático e pode se referir tanto às línguas da China em geral ou, mais especificamente, ao mandarim padrão (principalmente em Singapura e na Malásia).
O nome guóyǔ (国语; 國語), significando língua nacional, é a nomenclatura histórica para o mandarim padrão do final da dinastia Qing e da República da China (1912–1949), sendo utilizado atualmente em Taiwan. Esse termo emergiu no contexto das Reformas Tardias, quando a dinastia Qing tentou, em sua última década, conter os revolucionários e superar o século de humilhação. Assim, o wényán (文言; 文言), o chinês clássico literário, passou a ser entendido como uma nomenclatura arcaica do governo dinástico e, por isso, a iniciativa de adotar um nome que refletisse a modernidade e a formação do Estado nacional chinês foi aceita pelo Zizhengyuan, o parlamento consultivo imperial.
Entretanto, o nome adotado para o mandarim padrão na China continental é pǔtōnghuà (普通话; 普通話), significando língua comum. Essa diferença é diretamente derivada do processo histórico da Revolução Chinesa e das reformas conduzidas pelo governo comunista. Com o fim da Segunda Guerra Sino-Japonesa e da Guerra Civil Chinesa, a reconstrução da China sob os comunistas revelou que o guóyǔ, por ter absorvido muito do vocabulário do chinês clássico literário, não representava a linguagem utilizada pelo povo. Nesse sentido, as revisões linguísticas promovidas pela República Popular da China tenderam a favorecer a incorporação do uso cotidiano do idioma. Isso, portanto, foi transmitido ao nome oficial da língua, resgatando o termo pǔtōnghuà das obras de Zhu Wenxiong, que o utilizou para diferenciar a língua falada da língua escrita (chinês clássico literário).

## Vocabulário

### Constituição da República Popular da China de 1982
A seguir, está o primeiro artigo da Constituição da República Popular da China de 1982, emenda de 2018, disposta em sua escrita original (caracteres simplificados), com romanização em pinyin e tradução para o português.
| Mandarim padrão | Mandarim padrão | Português |
| Caracteres simplificados | Pinyin | Português |
| --- | --- | --- |

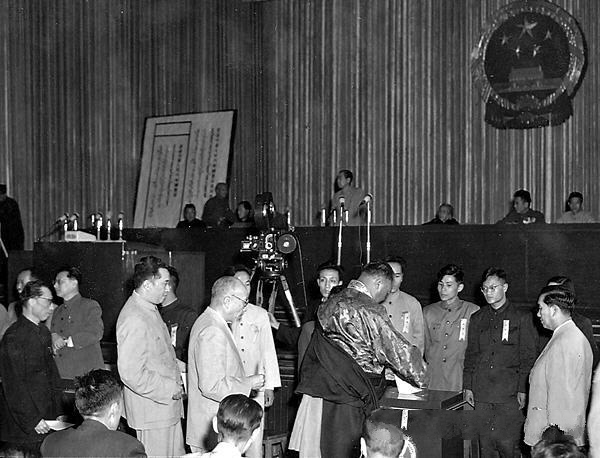
Votação em curso no Congresso Nacional do Povo da primeira Constituição da República Popular da China, em 1954.

| 第一条 中华人民共和国是工人阶级领导的、以工农联盟为基础的人民民主专政的社会主义国家。 社会主义制度是中华人民共和国的根本制度。中国共产党领导是中国特色社会主义最本质的特征。禁止任何组织或者个人破坏社会主义制度。 | Dì yī tiáo Zhōnghuá rénmín gònghéguó shì gōngrén jiējí lǐngdǎo de, yǐ gōngnóng liánméng wèi jīchǔ de rénmín mínzhǔ zhuānzhèng de shèhuì zhǔyì guójiā. Shèhuì zhǔyì zhìdù shì zhōnghuá rénmín gònghéguó de gēnběn zhìdù. Zhōngguó gòngchǎndǎng lǐngdǎo shì zhōngguó tèsè shèhuì zhǔyì zuì běnzhí de tèzhēng. Jìnzhǐ rènhé zǔzhī huòzhě gèrén pòhuài shèhuì zhǔyì zhìdù. | Artigo primeiro A República Popular da China é um país socialista governado sob a ditadura democrática popular liderada pela classe proletária e baseada na aliança de trabalhadores e camponeses. O sistema socialista é o sistema fundamental da República Popular da China. A liderança pelo Partido Comunista da China é a característica mais essencial do socialismo com características chinesas. Qualquer organização ou indivíduo está proibido de danificar o sistema socialista. |

### Constituição da República da China de 1947
A seguir, está o primeiro artigo da Constituição da República da China de 1947, emenda atual, disposta em sua escrita original (caracteres tradicionais), com romanização em pinyin e tradução para o português. Esse documento é histórico para a China continental, mas é válido em Taiwan com a emenda de 2005.
| Mandarim padrão                                           | Mandarim padrão                                                                                 | Português |
| Caracteres tradicionais                                   | Pinyin                                                                                          | Português |
| --------------------------------------------------------- | ----------------------------------------------------------------------------------------------- | --- |

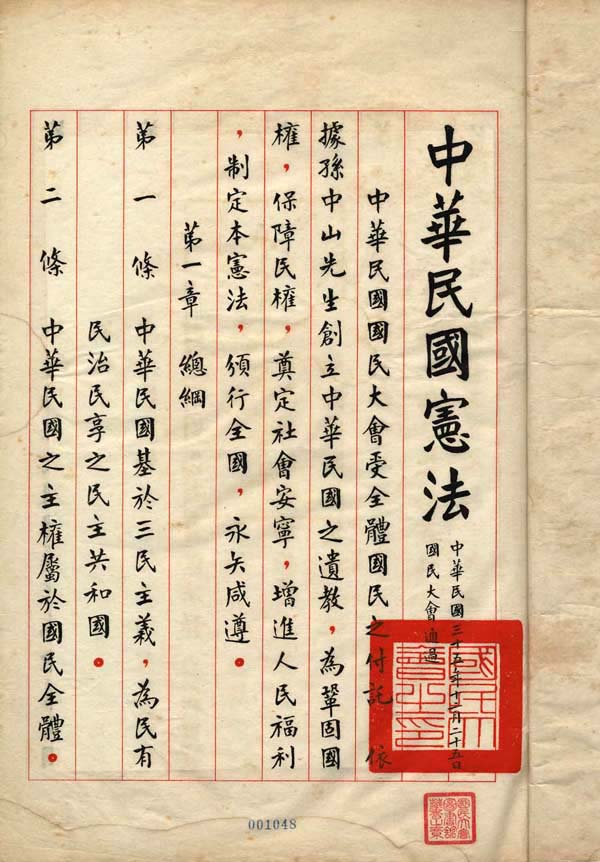
Primeira página da cópia original da Constituição de 1947.

| 第一條 中華民國基於三民主義，為民有民治民享之民主共和國。 | Dì yī tiáo Zhōnghuá mínguó jīyú sānmínzhǔyì, wèimín yǒu mínzhì mín xiǎng zhī mín zhǔ gònghéguó. | Artigo primeiro A República da China, fundada nos Três Princípios do Povo, é uma república democrática do povo, governada pelo e para o povo. |